# Supercoppa LNP 2016
La Citroën Supercoppa LNP 2016 è stata la 1ª edizione della manifestazione.
Si è disputata il 23 e il 24 settembre 2016 presso la Unipol Arena di Casalecchio di Reno e ha visto impegnate le seguenti quattro squadre:
- Fortitudo Bologna (finalista playoff promozione Serie A2 2015/16)
- Treviso Basket (miglior semifinalista, vincitrice stagione regolare)
- Scafati Basket (vincitrice della Coppa Italia LNP 2015/16)
- Pallacanestro Mantovana (finalista della Coppa Italia LNP 2015/16)

## Tabellone
|  | Semifinali | Semifinali        | Semifinali |                |    | Finale            | Finale | Finale |  |
|  |            |                   |            |                |    |                   |        |        |  |
|  | 1          | Fortitudo Bologna | 80         |                |    |                   |        |        |  |
|  | 1          | Fortitudo Bologna | 80         |                |    |                   |        |        |  |
|  | 4          | Pall. Mantovana   | 67         |                |    |                   |        |        |  |
|  | 4          | Pall. Mantovana   | 67         |                | 1  | Fortitudo Bologna | 72     |        |  |
|  |            |                   |            |                | 1  | Fortitudo Bologna | 72     |        |  |
|  |            |                   | 2          | Scafati Basket | 70 |                   |        |        |  |
|  | 3          | Universo Treviso  | 2          | Scafati Basket | 70 | 85                |        |        |  |
|  | 3          | Universo Treviso  |            |                |    |                   |        |        |  |
|  | 2          | Scafati Basket    | 86         |                |    |                   |        |        |  |

## Semifinali
| Arbitri: | Giovannetti Pierantozzi Tirozzi |

|                                   |            |                                                  |
| Fantoni 26 Crow 17 Baldassarre 14 | Punti      | 18 Saccaggi 17 Fantinelli 12 Ancellotti 12 Negri |
| Santiangeli 4                     | Assist     | 4 Fantinelli                                     |
| Fantoni 8                         | Rimbalzi   | 14 Perry                                         |
| Markovski                         | Allenatori | Pillastrini                                      |

| Arbitri: | Moretti Noce Capotorto |

|                                  |            |                                 |
| Mancinelli 22 Knox 15 Roberts 13 | Punti      | 20 Amici 17 Candussi 13 Corbett |
| Roberts 3                        | Assist     | 4 Gergati                       |
| Knox 12                          | Rimbalzi   | 14 Candussi                     |
| Boniciolli                       | Allenatori | Martellossi                     |

## Finale 3º posto
| Arbitri: | Borgo Radaelli Dori |

|                                |            |                                 |
| DeCosey 24 Perry 23 Rinaldi 10 | Punti      | 16 Candussi 16 Corbett 14 Amici |
| Moretti 5                      | Assist     | 5 Amici                         |
| Perry 12                       | Rimbalzi   | 9 Candussi                      |
| Pillastrini                    | Allenatori | Martellossi                     |

## Finale
| Arbitri: | Bongiorni Ursi Pazzaglia |

|                                  |            |                                   |
| Roberts 19 Mancinelli 16 Knox 15 | Punti      | 23 Fischer 12 Santiangeli 11 Crow |
| Roberts 4                        | Assist     | 5 Fischer, Baldassarre            |
| Knox 5                           | Rimbalzi   | 7 Baldassarre                     |
| Boniciolli                       | Allenatori | Markovski                         |